# Психология аномального развития
Психология аномального развития — это одно из направлений психологии, которое наиболее тесно связано непосредственно с клиническими проявлениями различных физиологических нарушений в развитии человека. По сути  это научное направление, изучающее психический дизонтогенез: любое отклонение от норм психического развития.

## Задача психологии аномального развития
В современной психологии основными задачами психологии аномального развития являются: психологическая диагностика, коррекция отклонений детского поведения, вневрачебная помощь трудным детям. Во время обследования детей, клинический психолог обращает своё внимание на выявление наличия основных психических расстройств. При оценивании нарушений в развитии у детей учитываются отклонения от нормы возрастного развития, которое вызвано психическим заболеванием.